# Farmacopea Japonesa

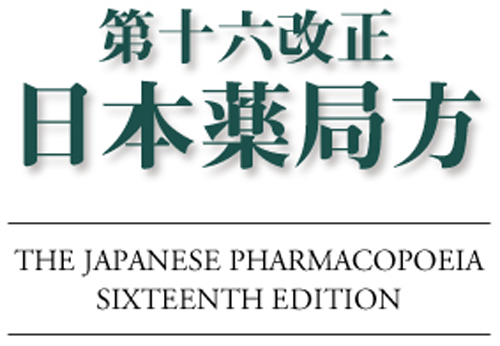
La Farmacopea Japonesa, 16 edición.

La Farmacopea Japonesa (日本薬局方?) es la farmacopea oficial del estado del Japón. Es editada por la Agencia de dispositivos médicos y productos farmacéuticos (独立行政法人 医薬品医療機器総合機構?) bajo la autoridad del Ministerio de sanidad, trabajo y bienestar. La primera edición se publicó el 25 de junio de 1886. La revisión actual es la número 17, emitida el 1 de abril de 2016.